# Padang Bai
Padang Bai ist eine Kleinstadt und Fischerort auf der Insel Bali in Indonesien. Die Einwohner sind zum größten Teil Hindus. Durch den regen Fährverkehr mit der Nachbarinsel Lombok beträgt der Anteil der Muslime etwa 10 %. Die Moschee steht direkt vor dem Fähranleger.

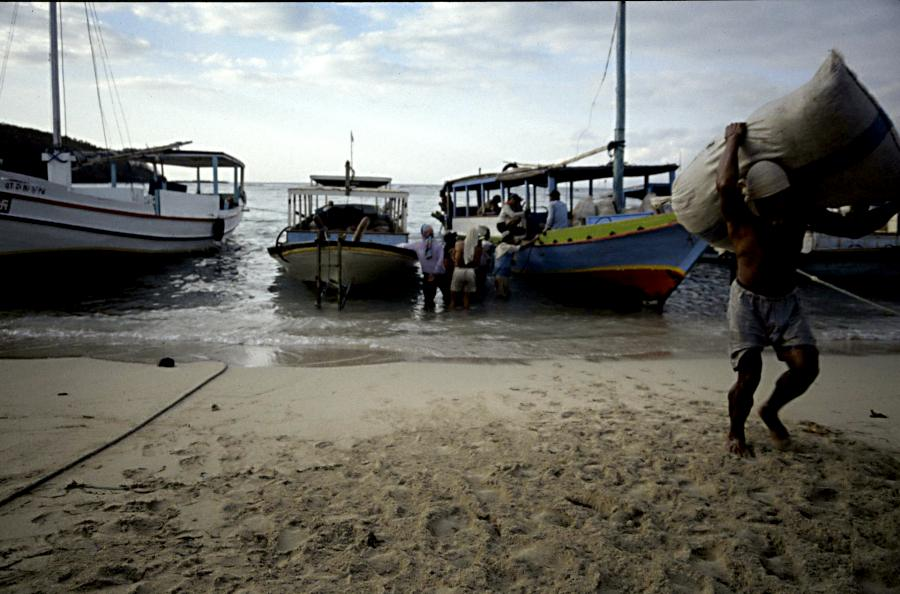
Am Hafen von Padang Bai

## Tourismus
Einige Geschäfte haben rund um die Uhr geöffnet. Neben Waren des alltäglichen Bedarfs werden Snacks und Getränke angeboten. Im Gegensatz zu einigen Orten im Süden von Bali gibt es hier keine großen Hotelanlagen, sondern kleine Hostels und Pensionen, die auch von Backpackern bzw. Rucksacktouristen frequentiert werden.  Padang Bai bietet eine Reihe kleiner Restaurants mit maritimen, balinesischen und internationalen Speisen. Verteilt im Dorf gibt es in etwa 12 Tauchschulen.

## Sehenswürdigkeiten
Der Hindutempel Pura Silayukti auf einer Landzunge im Osten der Stadt gilt als einer der vier ältesten Tempel auf ganz Bali. Im 11. Jahrhundert soll hier der Prediger Empu Kuturan gelebt haben, der auf Bali das Kastenwesen einführte. Unweit davon ist ebenfalls der kleine Hindutempel Pura Payogan sehenswert, der auf einem Felsvorsprung über dem Meer erbaut wurde. Er wird von Gläubigen viel besucht, die hier Früchte und Blumen opfern. Von hier aus bietet sich ein eindrucksvoller Blick auf die Steilküste im Osten Balis.

## Strände
Die Stadt verfügt über vier Strände:
- Blaue Lagune: Besonders bei Schnorchlern und Tauchern beliebt.
- Dorfstrand (Village Beach): Strand in der Nähe der kleinen Hotels.
- White Sand (Bias Tugal): ehemaliger Traumstrand mit Südseeatmosphäre. Heute verunziert eine Bauruine den oberen Teil des Berges.
- Black Sand: Weitläufiger, einsamer Strand, zieht sich ca. 12 km, bis hinter Kusamba. Manchmal lassen sich Delfine beobachten.

## Verkehrsverbindungen
Von Padang Bai fahren rund um die Uhr, etwa alle zwei Stunden, Fähren zu den benachbarten Inseln Lombok, Nusa Penida, Gilli Trawangan und Lembongan. Minibusse, sogenannte Bemos, fahren in alle Richtungen, auch nach Denpasar. Zusätzlich gibt es eine Shuttlebus-Station mit Verbindungen nach Candi Dasa, Kuta, Ubud, Lovina und vielen anderen beliebten Orten Balis sowie zum Flughafen.

## Bildergalerie

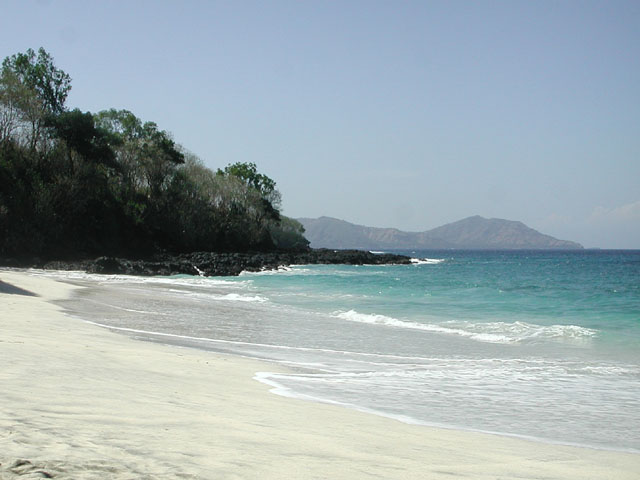
White Sand Beach westlich von Padang Bai
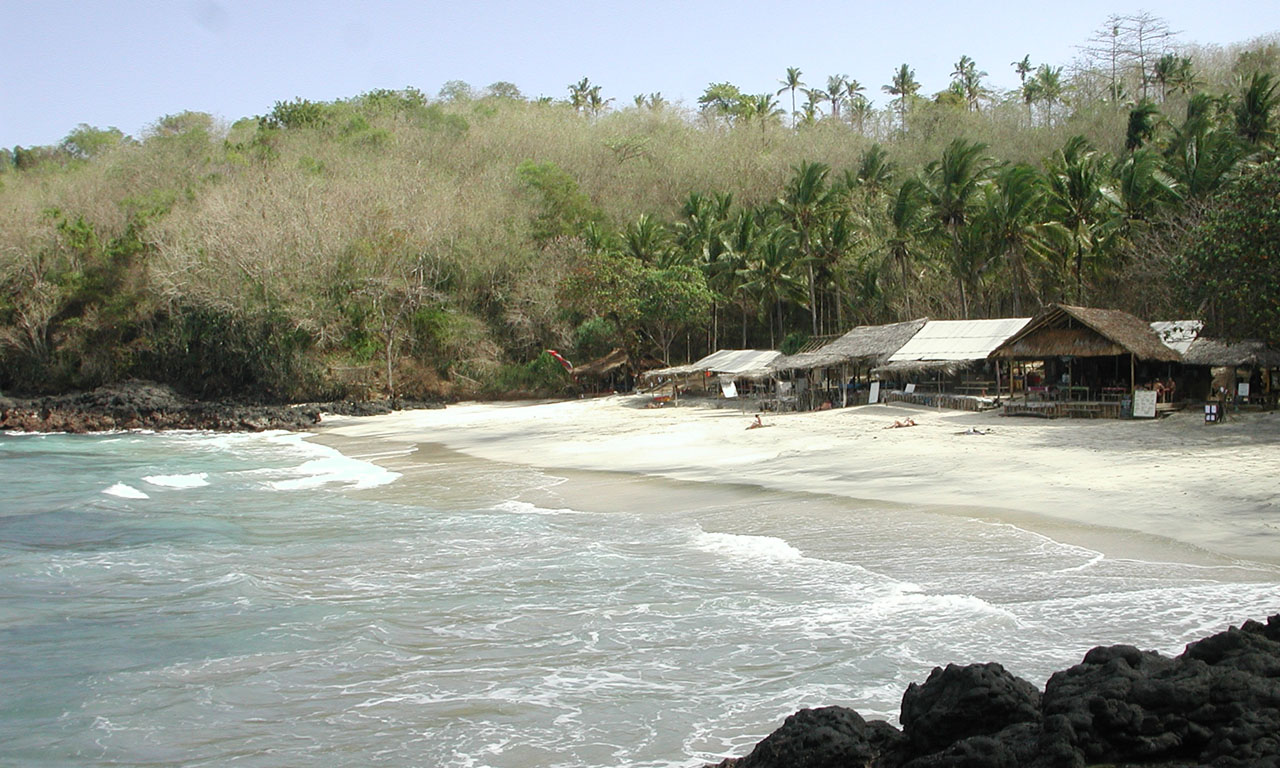
White Sand Beach
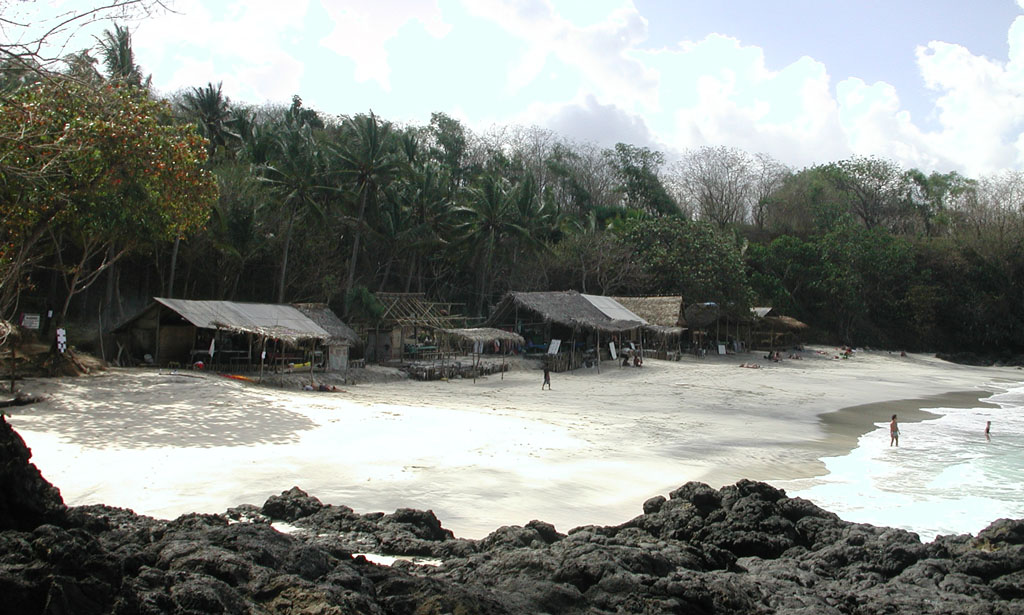
White Sand Beach
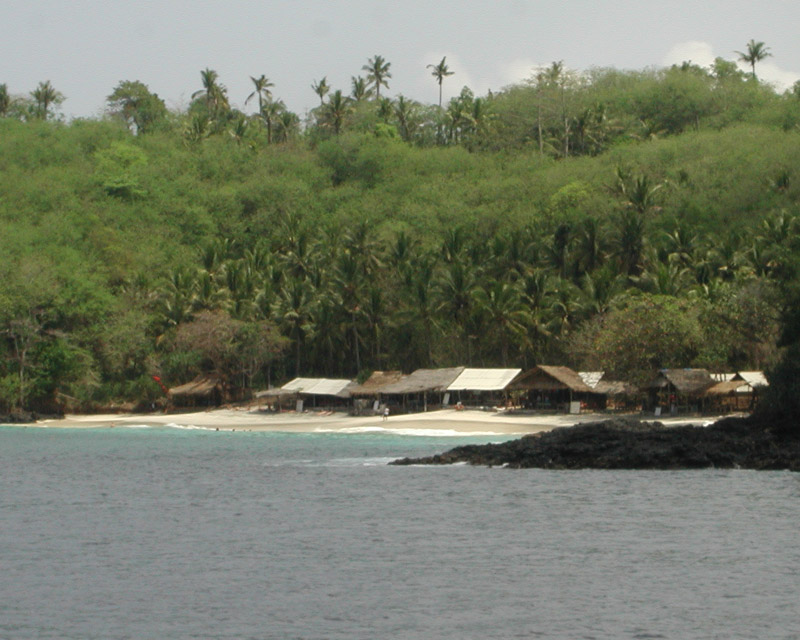
White Sand Beach von der Fähre aus gesehen
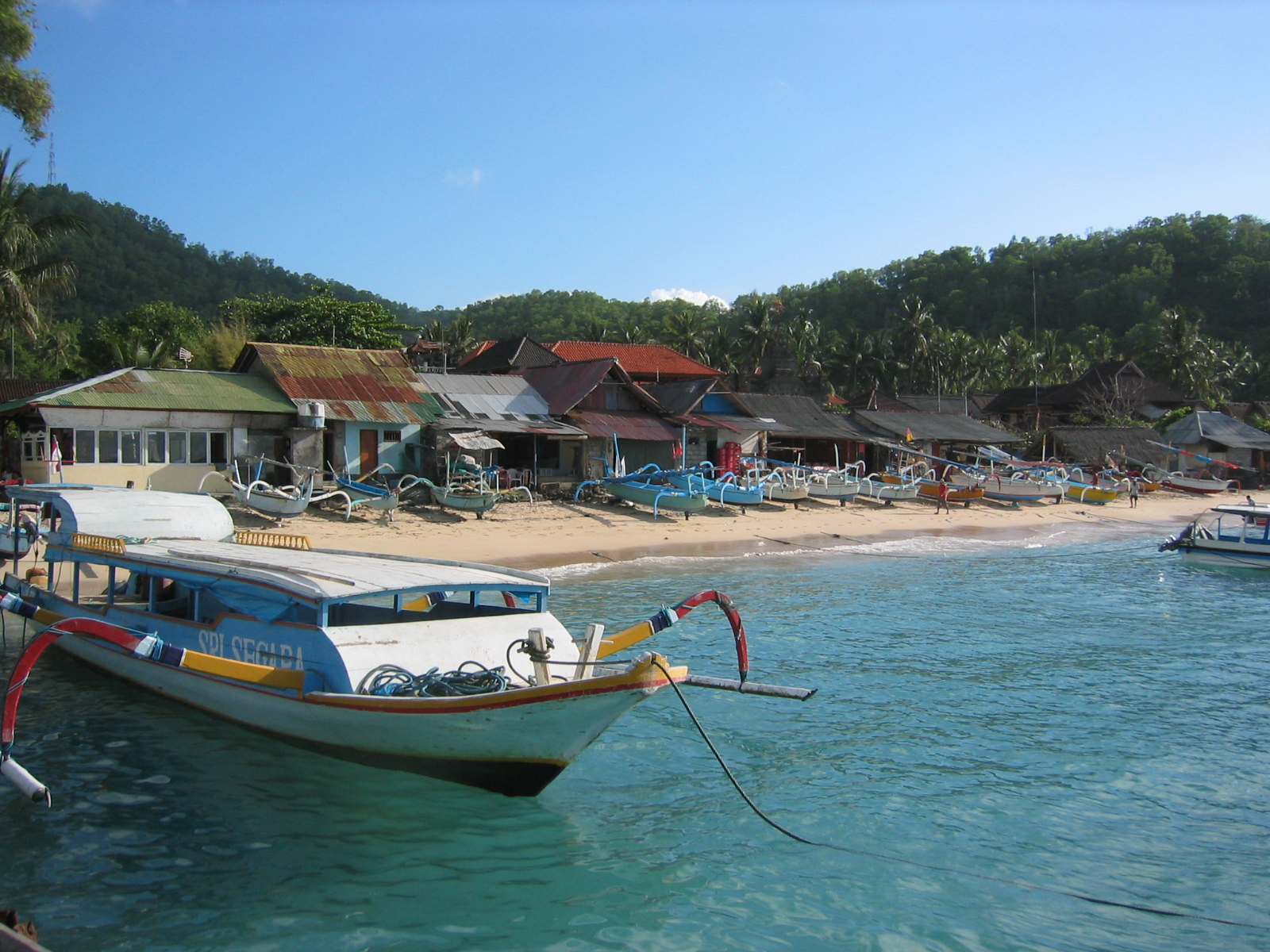
Der Strand direkt im Dorf
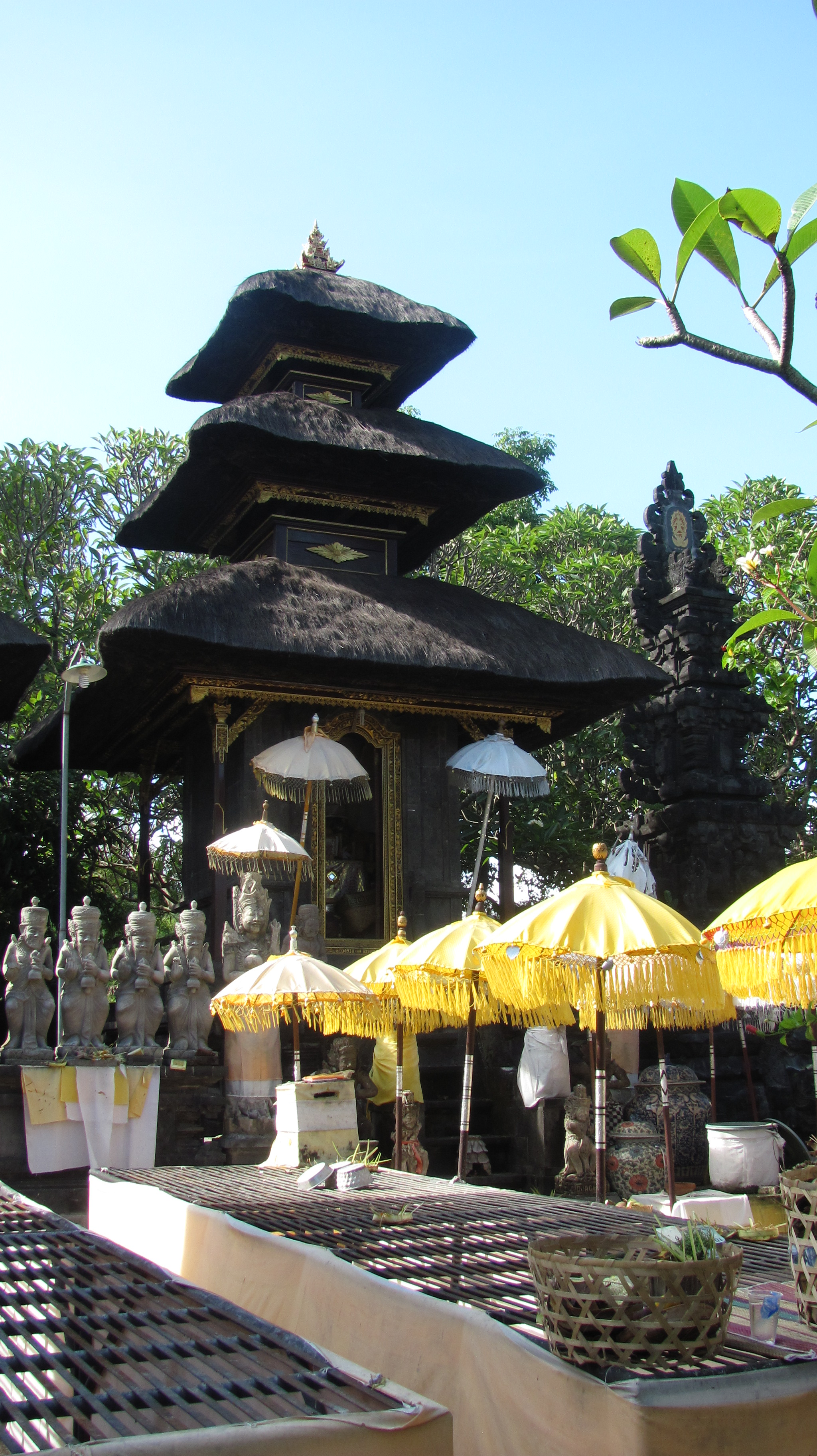
Tempelanlage Pura Silayukti
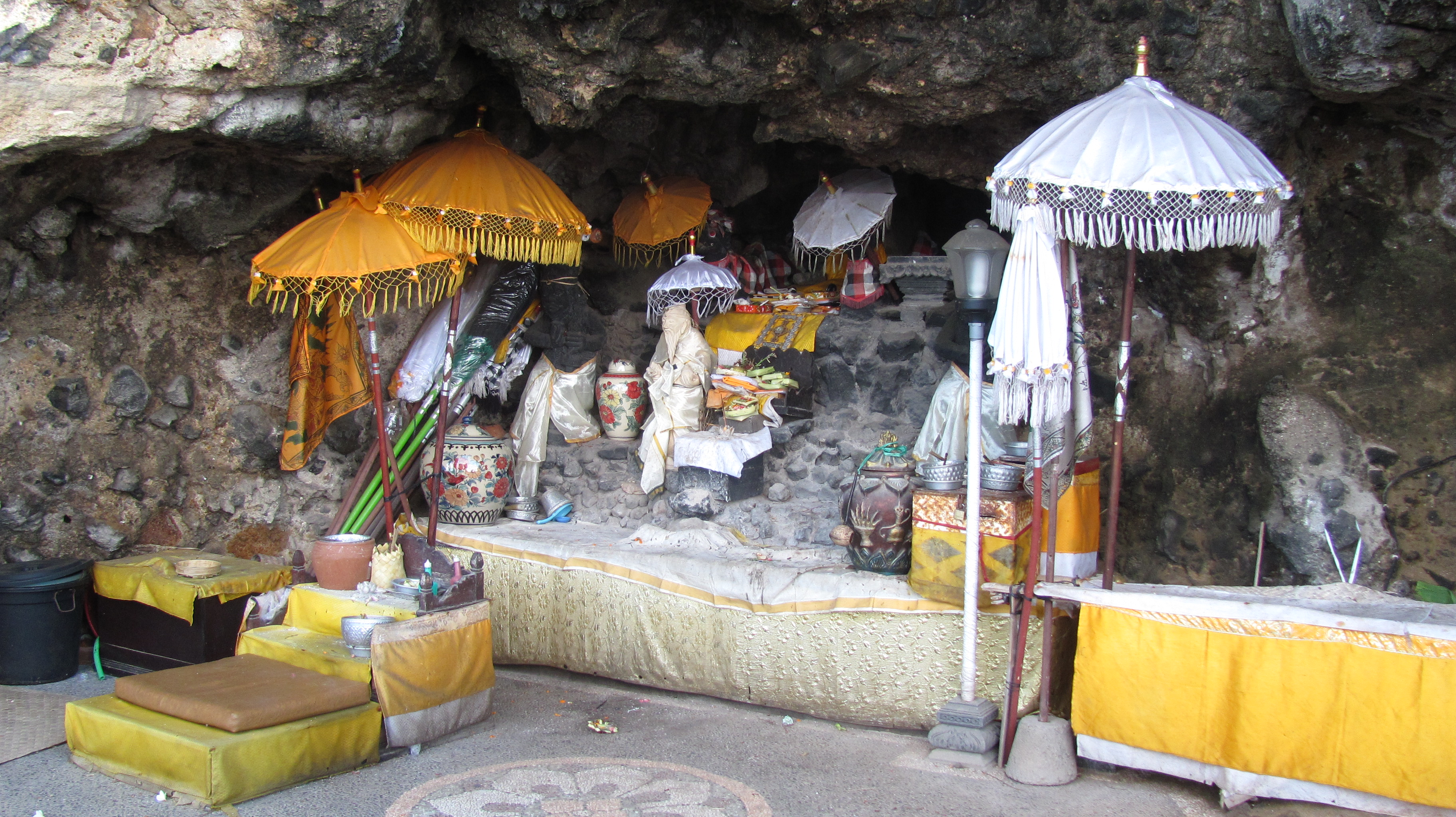
Tempel Pura Payogan